# Westwerk

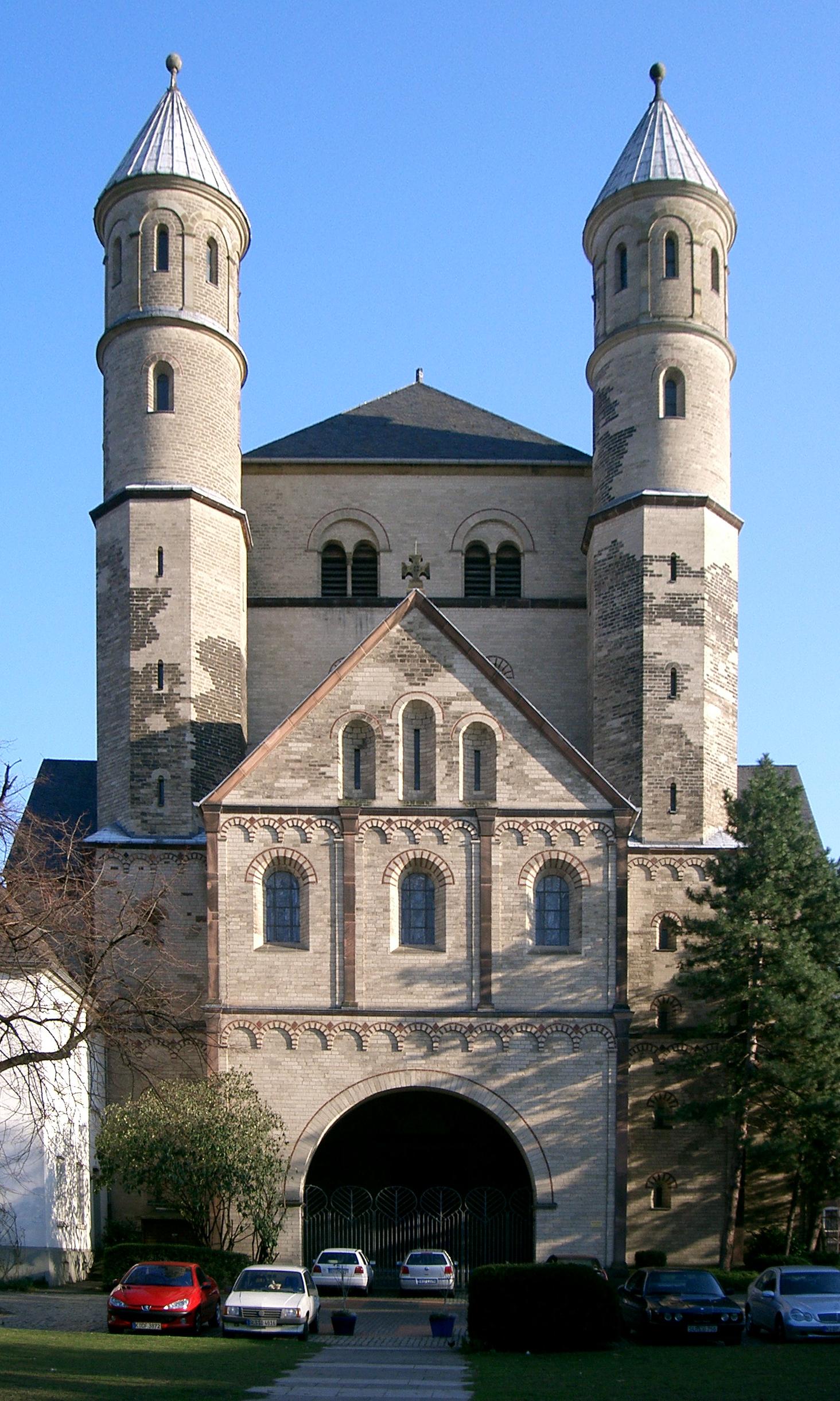
St. Pantaleon zu Köln. Westbau. 2. Hälfte des 10. Jahrhunderts

Das Westwerk als Bauteil eines Kirchengebäudes wurde zunächst im Mittelalter als der Basilika westlich vorgesetzter gesonderter Kirchenraum errichtet. Früheste Beispiele entstanden in karolingischer Zeit. Bereits in der nachfolgenden ottonischen Zeit wurde der Typus des Westwerks mit anderen Fassadenformen vermischt. Eine Sonder- bzw. Übergangsform ist der Sächsische Westriegel. Das Westwerk besitzt funktionale und architektonische Merkmale: Es ist nicht bloß eine das Langhaus abschließende Westfassade, sondern ein eigener Baukörper mit Innenräumen, die bestimmten Nutzungen dienen. Westwerke treten daher grundsätzlich nur an Stifts- und Klosterkirchen auf und lediglich in Ausnahmefällen an Domen (z. B. Minden, Münster), nicht jedoch an Pfarrkirchen. Bauten, die diese Kriterien nicht erfüllen, bezeichnet man nicht als Westwerke, sondern allgemein als Westbauten.
Das Westwerk ist dem Kirchenraum vorgelagert und bildet einen selbstständigen Gebäudeteil mit gewöhnlich drei Türmen, einem zentralen Turm über der Mitte des Westwerks und zwei flankierenden Treppentürmen an den Seiten der Fassade. Im Erdgeschoss befindet sich eine Durchgangshalle, im Obergeschoss ein zum Kirchenraum geöffneter, meist von Emporen umgebener Raum. Spätere Entwicklungsformen verzichten oft auf die mehrstöckige Raumeinteilung; hierbei wird von einem westwerkartigen Westbau gesprochen.

## Begriff
Der Begriff „Westwerk“ wurde zuerst für die Beschreibung von Glockenhäusern (Reichenau, Hildesheimer Dom) von Franz Falk 1869 und später in der baugeschichtlichen Literatur von Johann Bernhard Nordhoff 1873 zur Beschreibung des Westbaus in Minden und 1888 des vorromanischen Kerns des Westbaus in Corvey verwendet. Eine erste Definition des Begriffs, so wie er heute in der Forschung verwendet wird, gab Alois Fuchs 1929.

## Geschichte und Funktionen
Das Westwerk war vor allem bei Reichsklöstern anzutreffen, in denen reisende Könige oder Kaiser residierten (siehe auch Reisekönigtum). Ihnen und ihrem Gefolge vorbehalten, wurde das Westwerk bis zur cluniazensischen Reform zumeist für weltliche Zwecke genutzt, beispielsweise als Kanzlei oder Gerichtsort. Von einer sich zum Kirchenraum öffnenden Empore war dem Herrscher die Teilnahme am Gottesdienst von erhöhter Position möglich. Die vermuteten Kaiserthron-Anlagen werden manchmal von der karolingischen Pfalzkapelle des Aachener Doms hergeleitet, wo allerdings erst in ottonischer Zeit nachweislich ein Thron stand.
Der traditionelle Kirchenbau unterscheidet zwei Bedeutungsräume: die eigentliche, den Heiligen vorbehaltene Kirche im Osten, die ecclesia triumphans, und das bollwerkartige Westwerk, Symbol der ecclesia militans, der Ort des Herrschers als Beschützer der Kirche. Auffällig ist die große Zahl von Westwerken aus der Zeit Karls des Großen. Nur in seltenen Fällen hatte das Westwerk eine echte militärische Funktion („Wehrkirche“). Seine symbolische Bedeutung war die eines castellum im Sinne einer Festung in der Abwehr von Teufel und Dämonen. Während die Ostseite (Sonnenaufgang) als Christusrichtung galt und in der die Apsis den Altar beherbergte (Ostung), waren dem Westen (Sonnenuntergang) die Mächte des Bösen und der Tod zugeordnet, denen zur Kirche, dem „Neuen Jerusalem“, kein Zutritt gewährt werden sollte. Fast immer steht im Westwerk der Altar des Erzengels Michael, des Anführers der Engel im Kampf gegen die vom Westen andrängenden Dämonen. Andere Forscher stellen die Behauptung, es habe in den Westwerken Thronsitze für den Kaiser gegeben, in Frage und bestreiten, dass der Bautypus als Zeichen des Kaisertums zu verstehen sei. Sie sehen die Funktion eher in der klösterlichen Liturgie, besonders in der Osterzeit.
Eines der frühesten und größten bekannten Westwerke hatte die bedeutende karolingische Reichsabtei Saint-Riquier, nahe Amiens in Frankreich. Sie ist jedoch lediglich aus zeichnerischen Überlieferungen bekannt, so dass die genaue Gestalt des Westwerks nur hypothetisch zu rekonstruieren ist. Das einzige erhaltene reine Westwerk karolingischer Zeit befindet sich in Corvey, obwohl dort der Mittelturm entfernt und die Seitentürme erhöht wurden, so dass sich heute das Bild einer Zweiturmfassade ergibt.
Seit dem 12. Jahrhundert weicht das karolingische und ottonische Westwerk mit hoch aufsteigendem Innenraum einem emporengefüllten Westbau der Romanik oder einem Westchor (der oft den Erzengeln Michael oder Gabriel geweiht war) bzw. wurde entsprechend umgeformt. Hermann Rothert vertrat die These, dass diese oft übergroßen Bauteile wie der um 1200 errichtete Westbau von St. Patrokli in Soest auf Veranlassung des Rats der Stadt errichtet wurde, der dort tagte und Waffen aufbewahrte. Der Vorbau das Soester Doms war früher vom Domplatz aus zugänglich und ersetzte vielleicht das damals noch nicht vorhandene Rathaus – eine Variante der Kaiserkirchen-These. Eine Verwendung für liturgische Zwecke ist hier wie bei den meisten Westbauten nicht nachweisbar.
Die Tatsache, dass Form und Funktion des Westwerks im strikten Sinne nur in Corvey nachweisbar sind und dass sich die Deutung als Kaiserkirche auf keine Quellen stützen kann, führt zur Kritik an diesem Begriff und den mit ihm verbundenen Vorstellungen. Die Konsequenzen können unterschiedlich sein: entweder, den Begriff Westwerk als Bezeichnung für einen vermeintlichen Bautypus als Erfindung der Kunstgeschichte zu erkennen und ihn aufzugeben (Schönfeld de Reyes) oder den Begriff in der Praxis großzügiger zu handhaben, wie dies Uwe Lobbedey tut.

## Beispiele

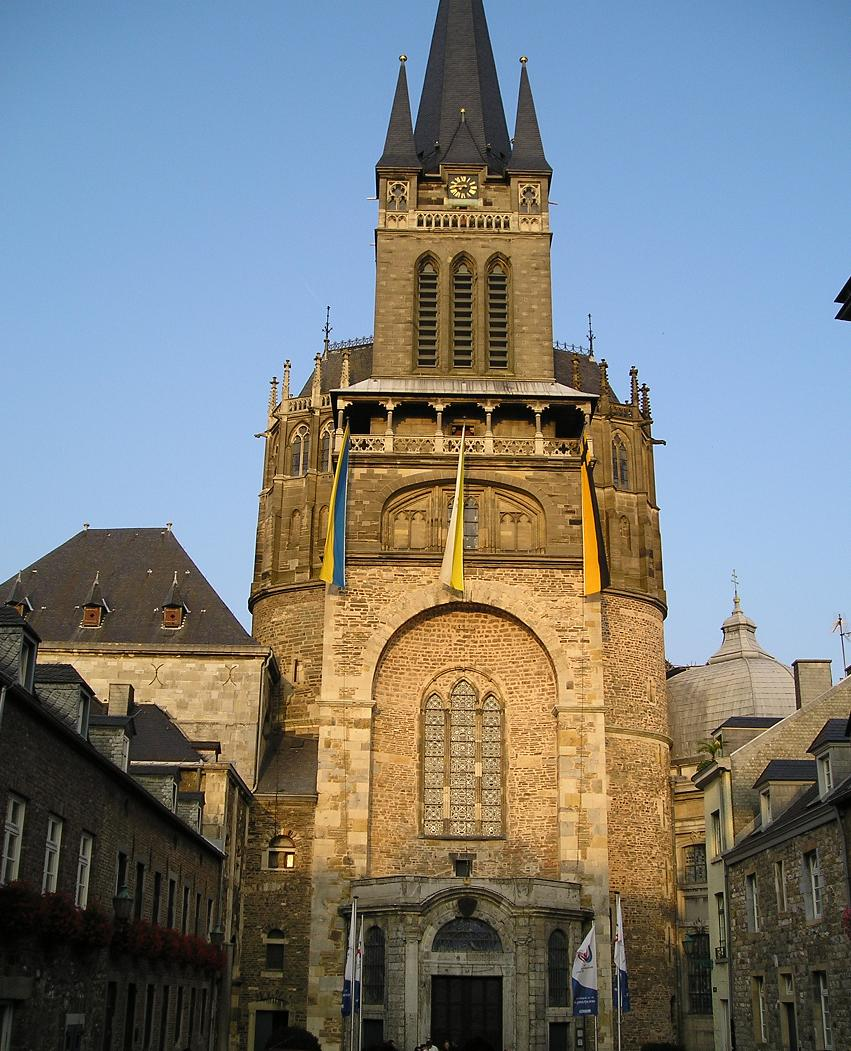
Aachener Dom mit karolingischem Westwerk (unterer Abschnitt) um 800 – ältestes erhaltenes Westwerk
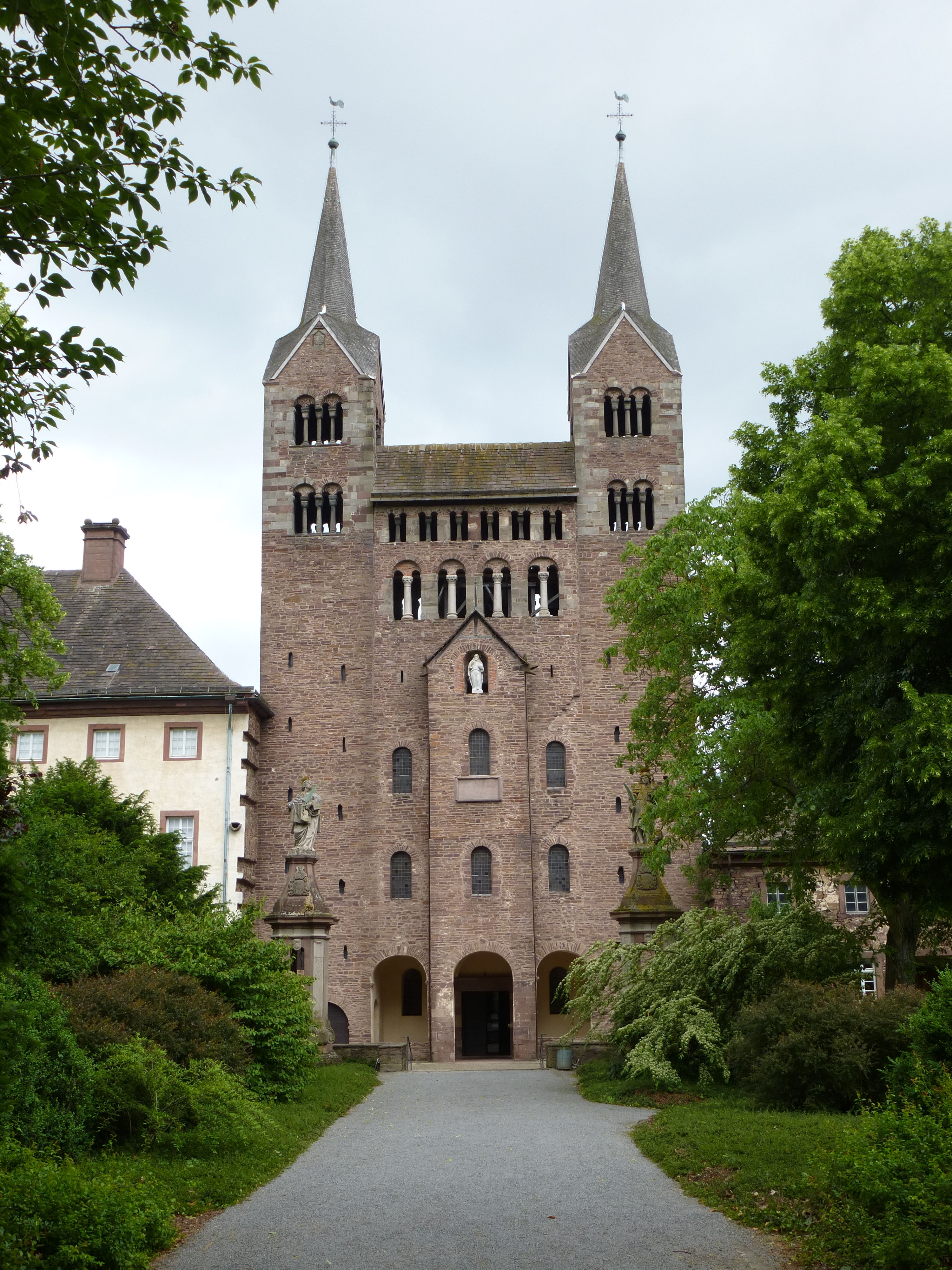
Corvey, 9. Jahrhundert. Untergeschosse karolingisch, Glockenhaus und Turmerhöhung 12. Jahrhundert, Zeltdächer 1553
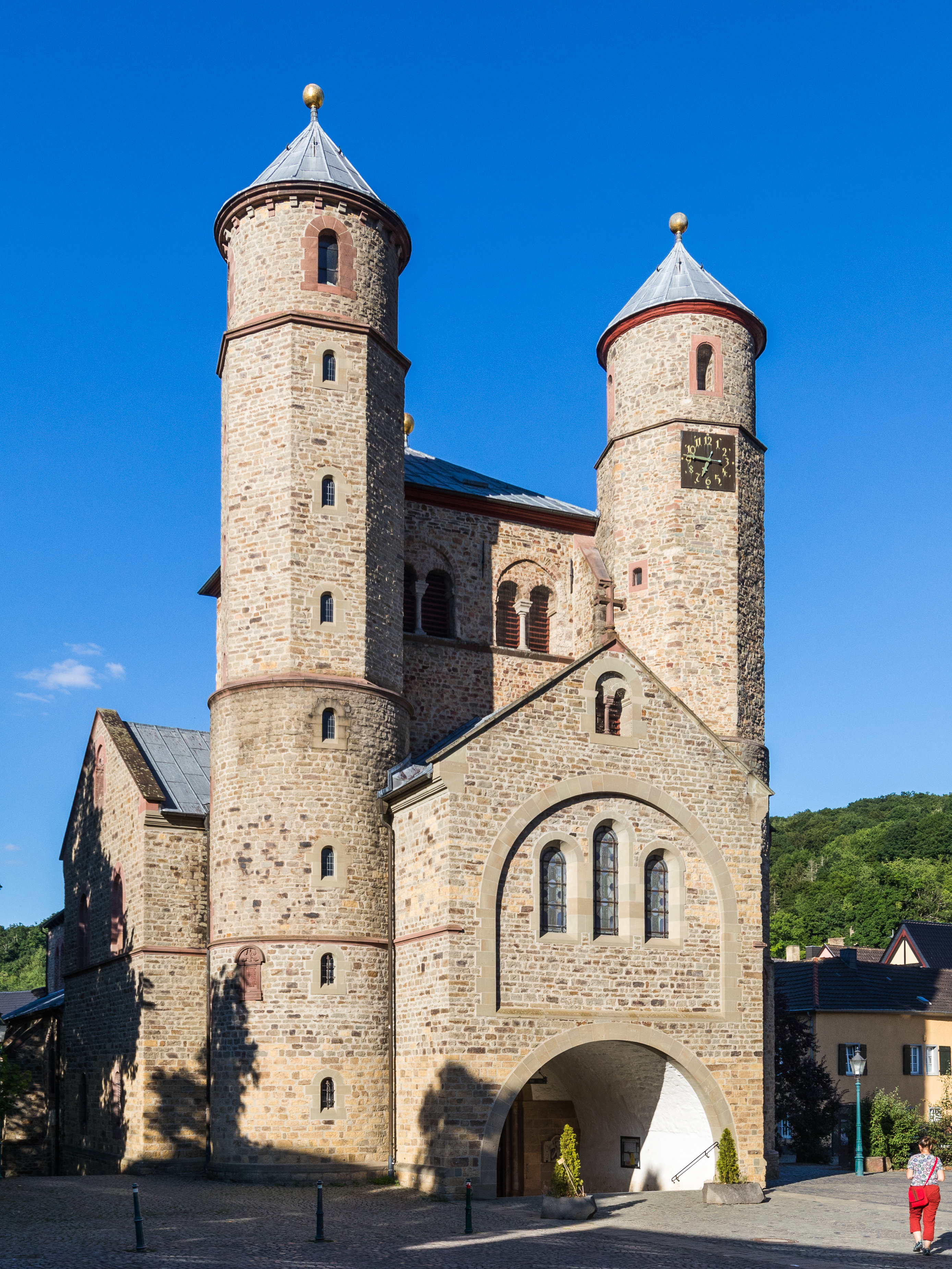
Stiftskirche in Bad Münstereifel, um 1100
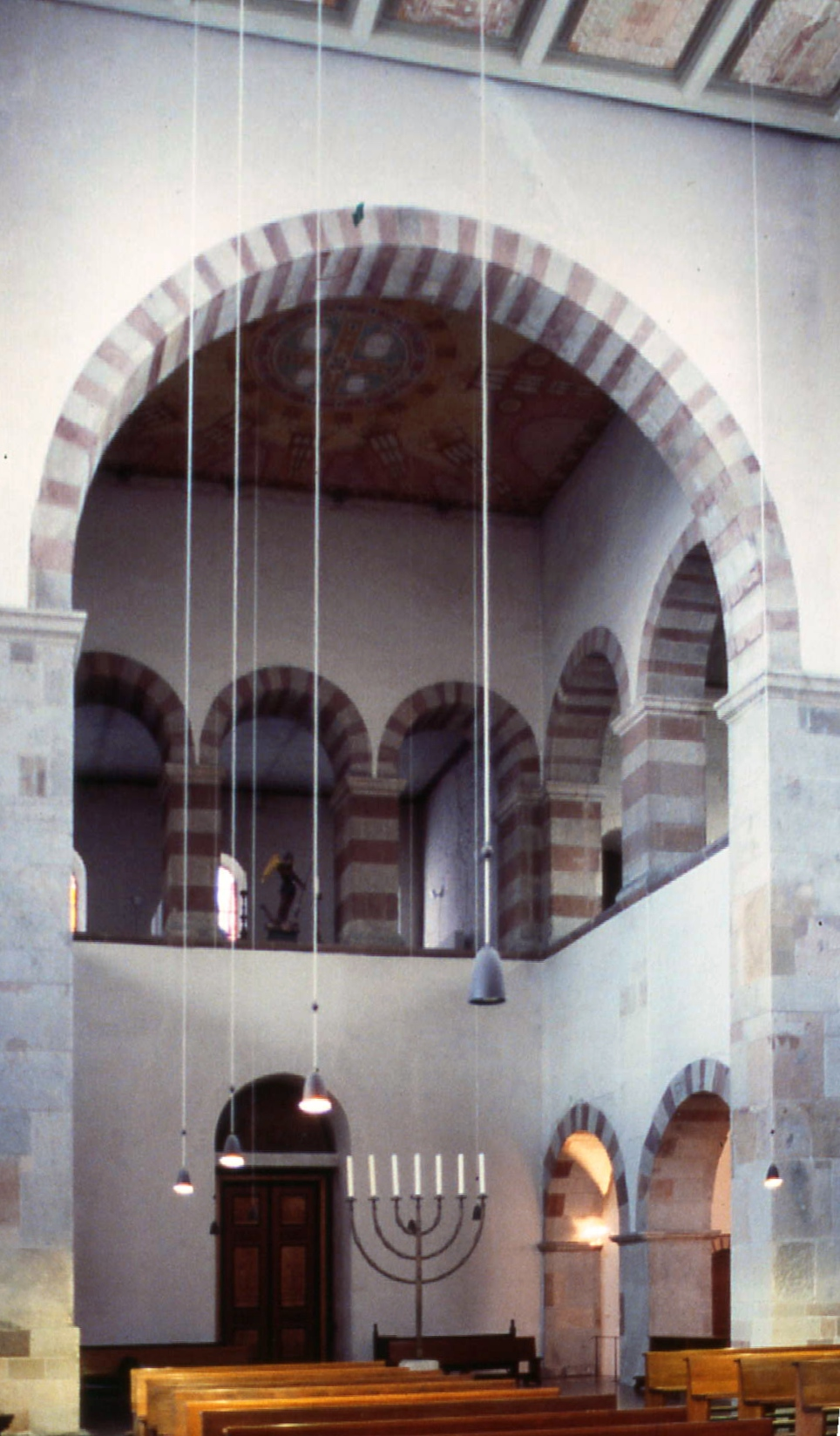
St. Pantaleon in Köln, Emporenöffnung des Westbaus zum Kircheninneren
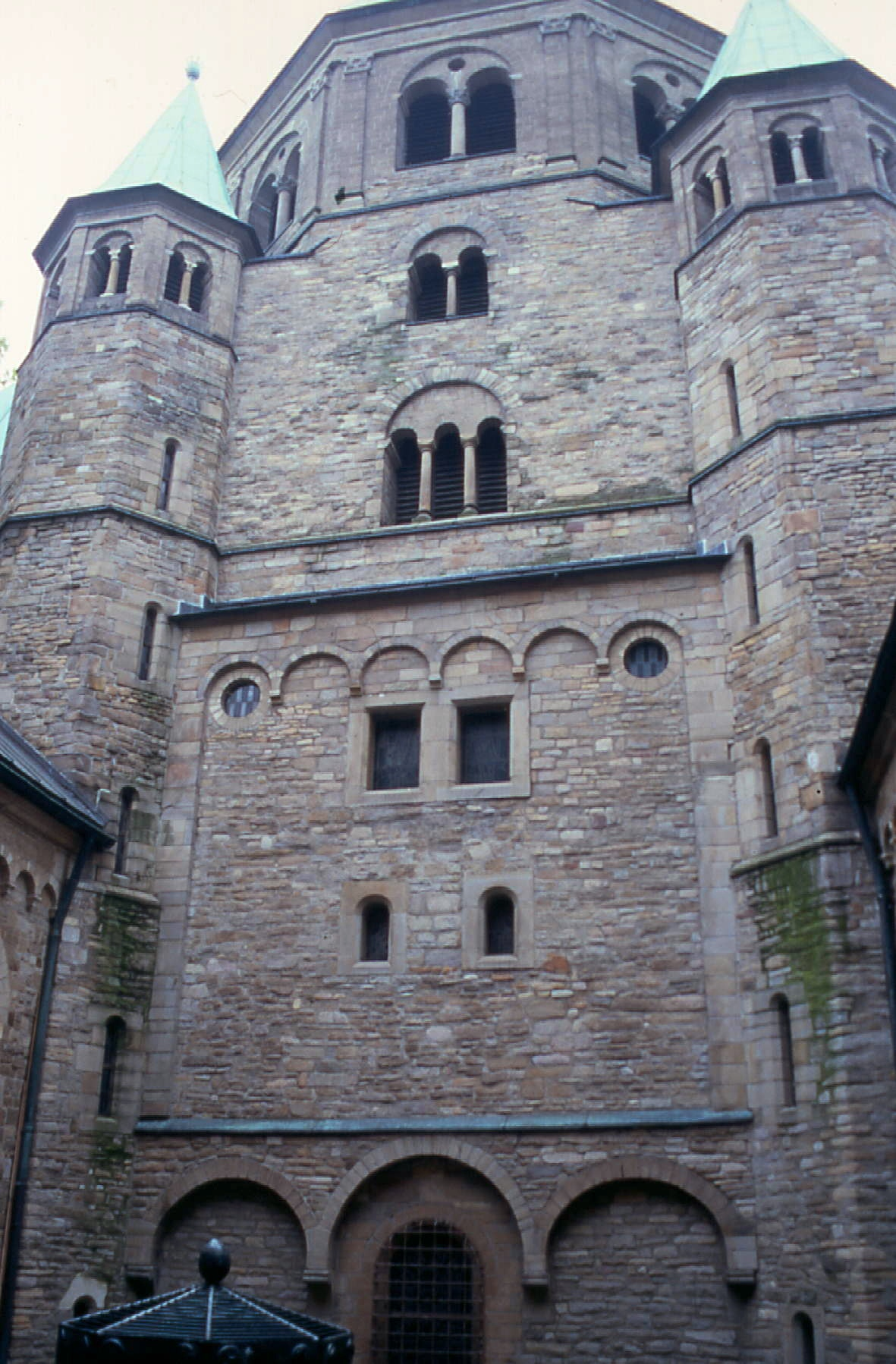
Essener Münster, Westbau 997–1002
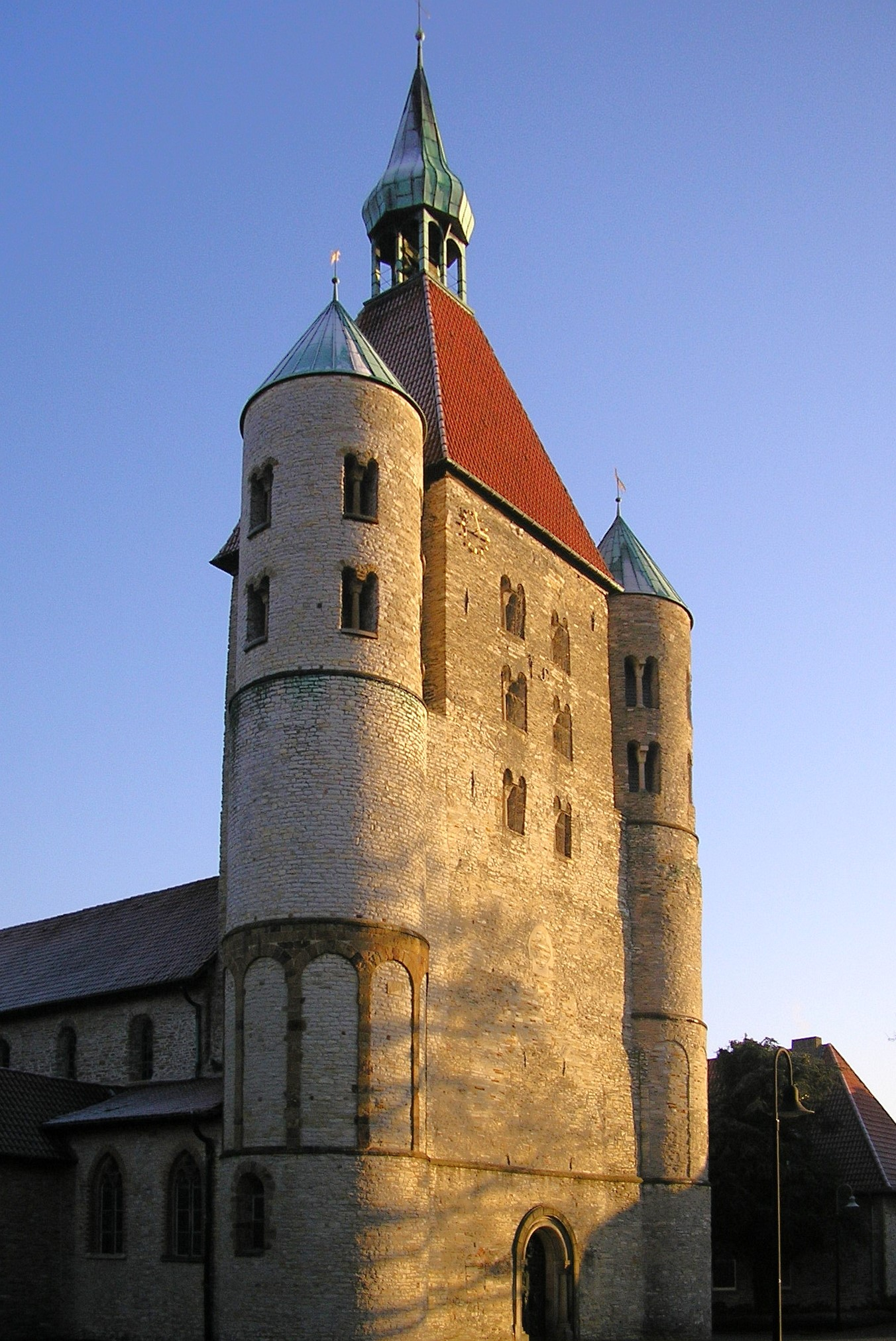
Stiftskirche Freckenhorst
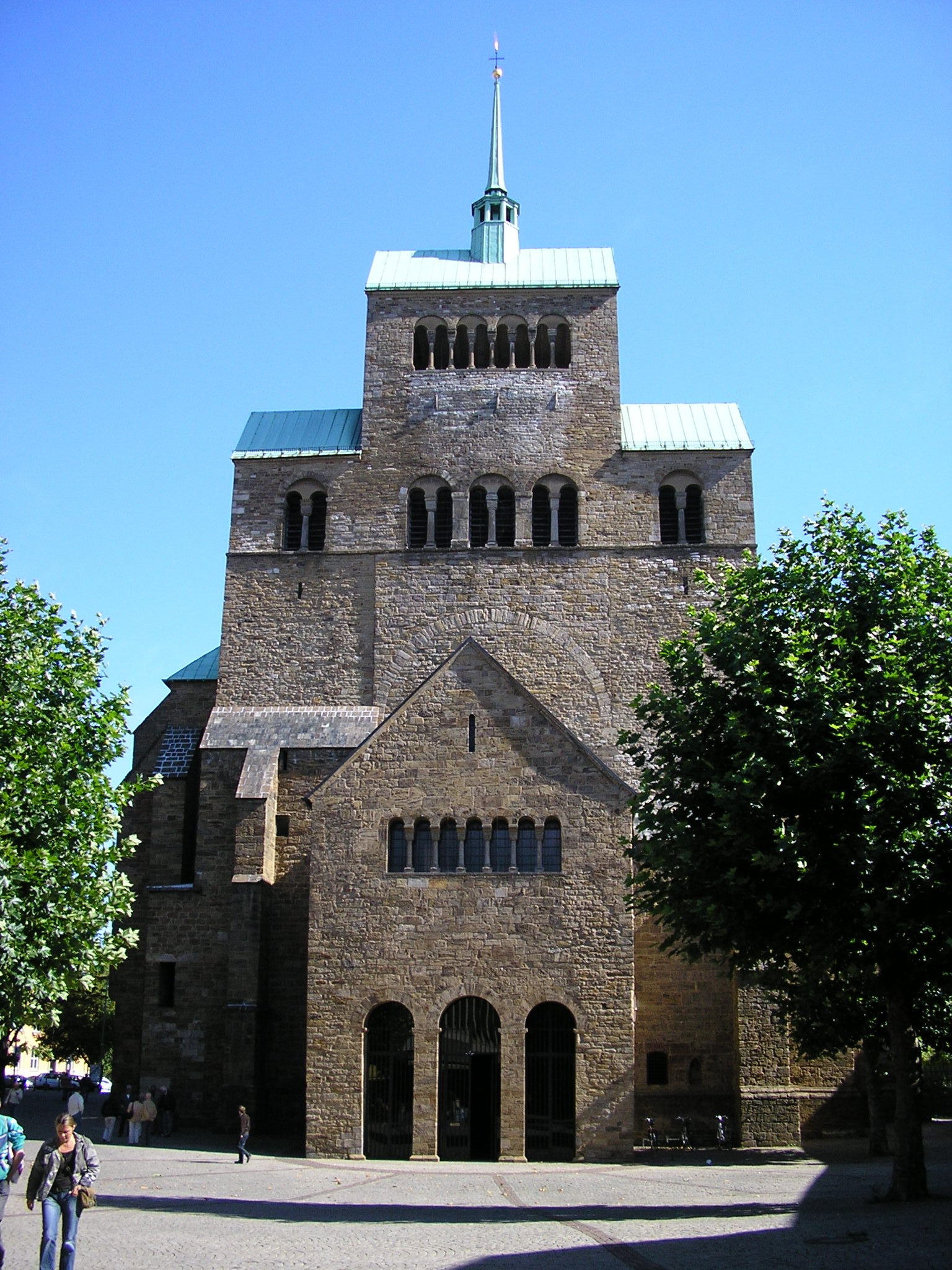
Mindener Dom, 1152 zum Westriegel umgestaltet
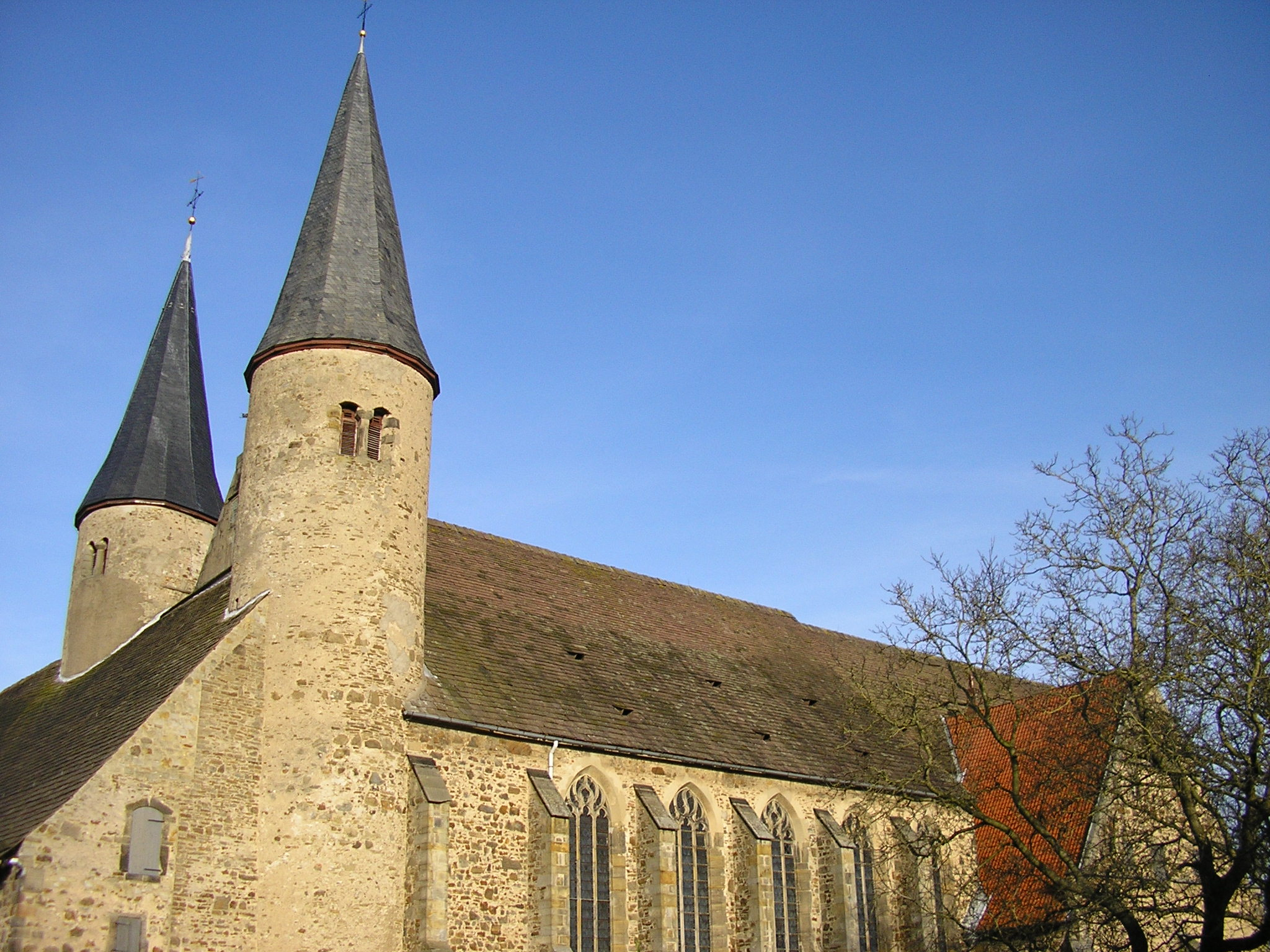
Kloster Möllenbeck, ottonische Flankentürme; der Mittelturm ist 1248 durch Brand zerstört worden
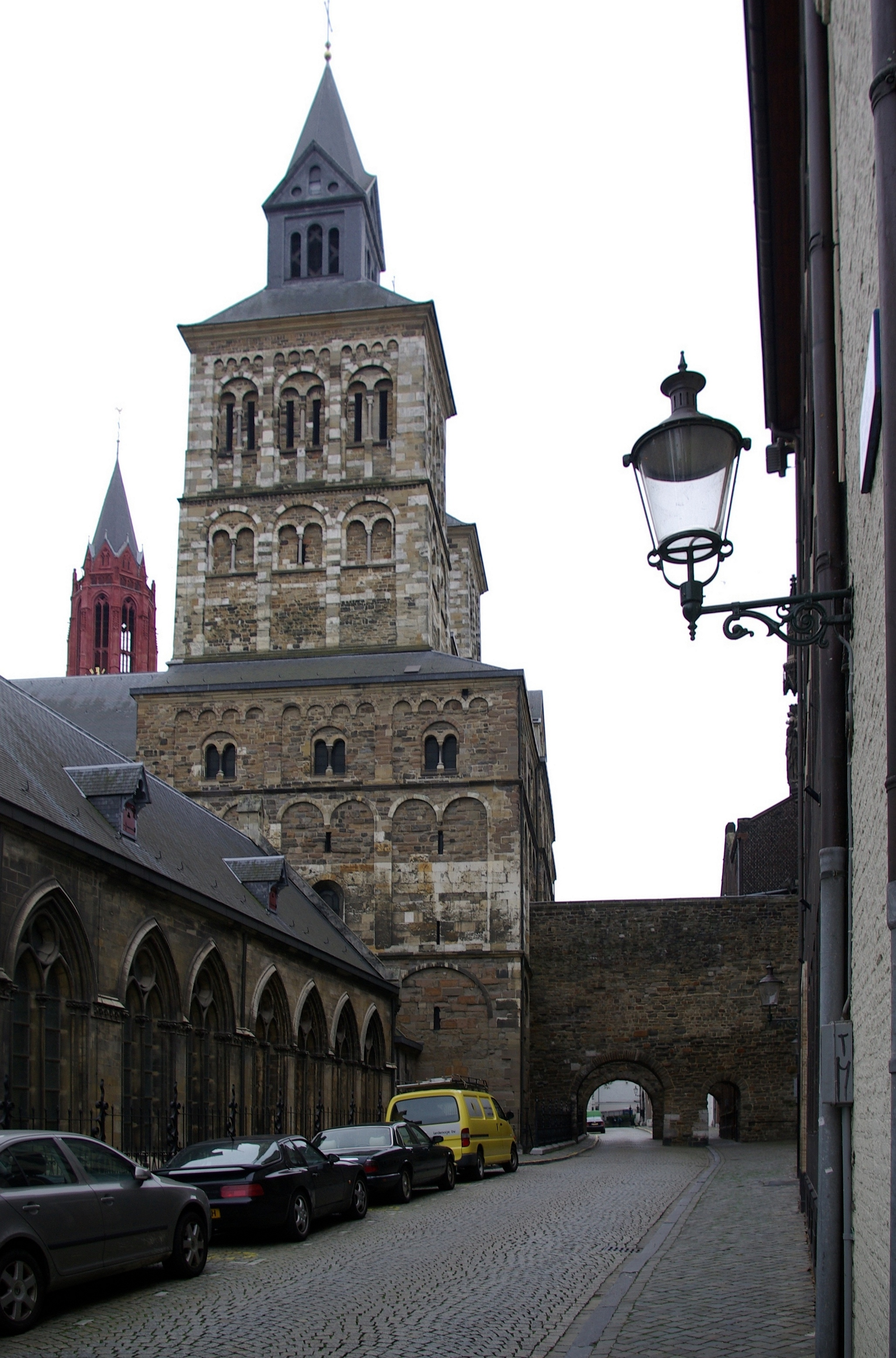
Servatiuskirche in Maastricht
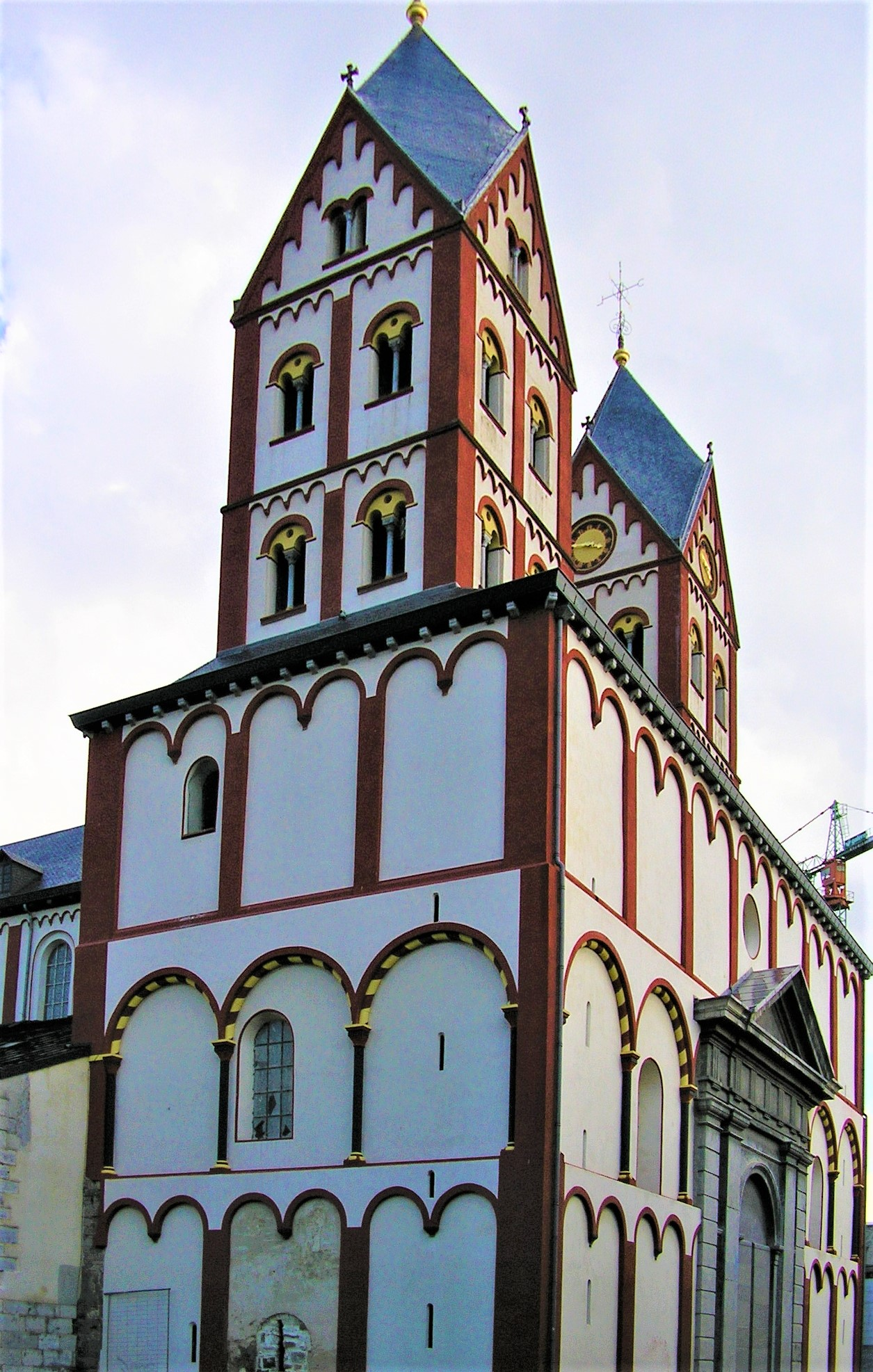
St.-Bartholomäus-Kirche in Lüttich
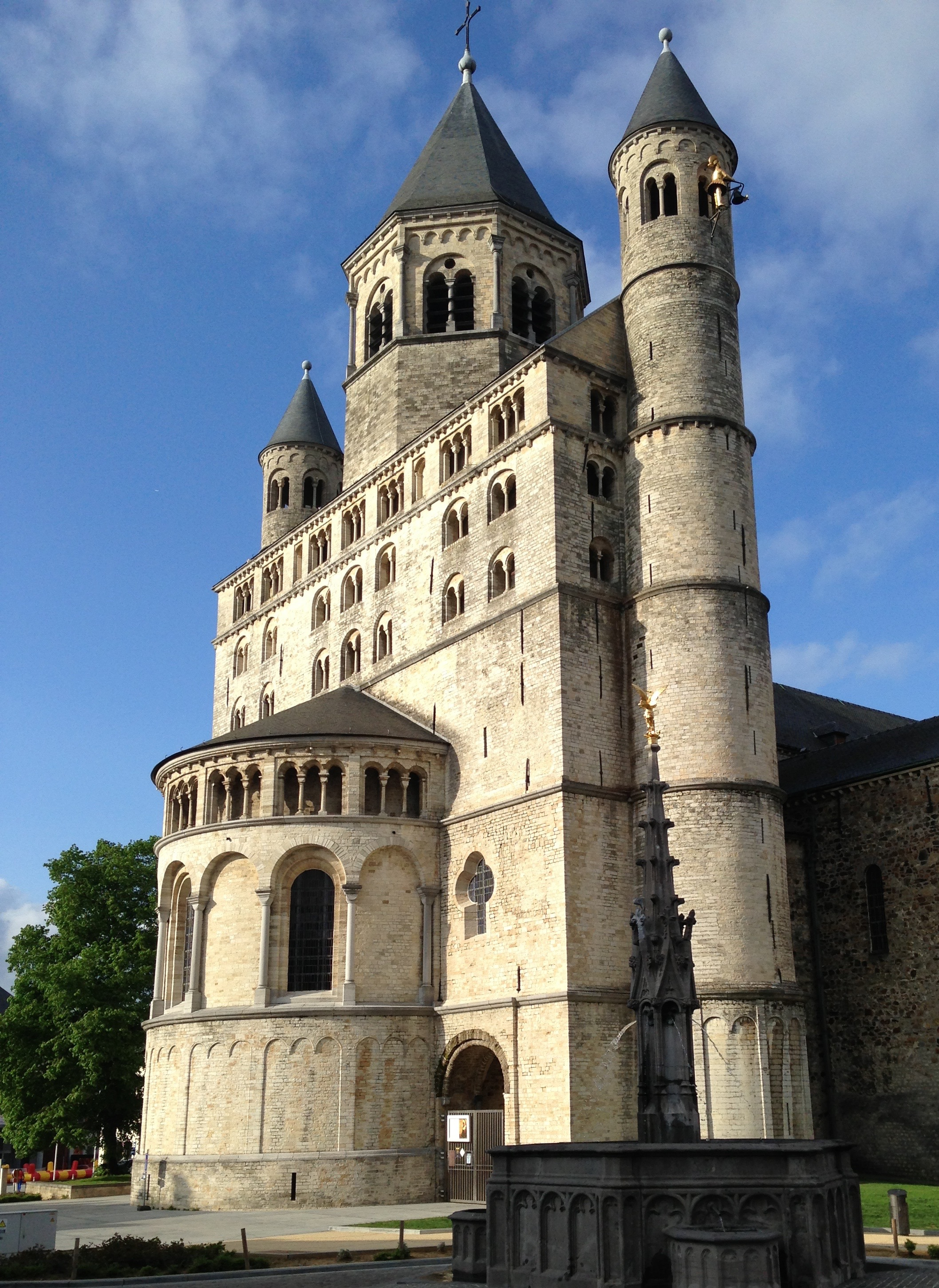
Stiftskirche St. Gertrud in Nivelles mit Westapsis, 12. Jahrhundert
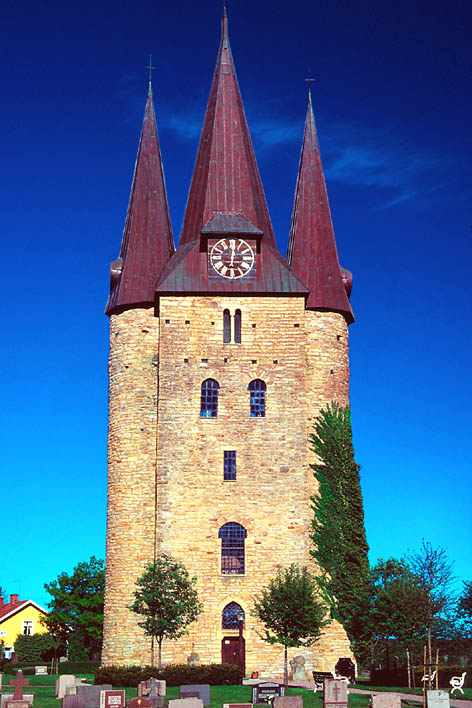
Kirche von Husaby (Schweden), Westwerk 11. Jahrhundert, durch sächsisch-westfälische Vorbilder beeinflusst
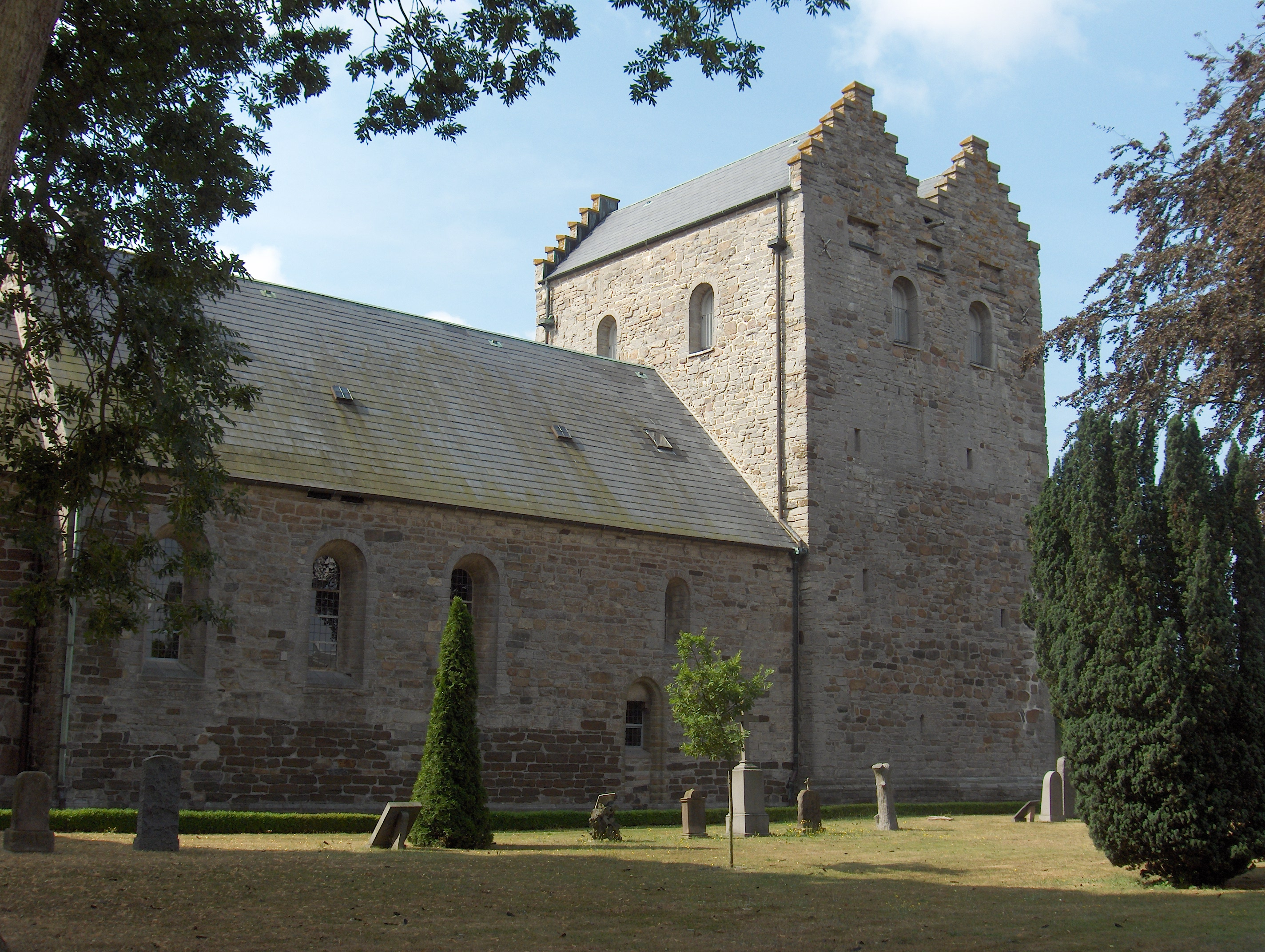
Aakirke Bornholm